# Diafra Sakho
Diafra Sakho (Guédiawaye, 24 de dezembro de 1989) é um futebolista senegalês que atua como atacante. 

## Carreira
Foi convocado para defender a Seleção Senegalesa na Copa do Mundo de 2018.